# 万引少年
万引少年（まんびきしょうねん）は、1979年11月下旬に日本で発表されたPET 2001用ゲームソフト。世界初のステルスゲーム。後にMZ-80K2/C/E、PC-6001、HC-20等に移植された。開発は鈴木浩（東大マイコンクラブ）。

## 概要
ゲームの目的は主人公の「万引少年A」を操作し、深夜営業のスーパー・ストア（オリジナルではセブンイレブインという名称）で閉店時間までにすべての商品を万引することである。文部省から派遣された監視員Kが見張っており、彼に万引するところを見つかったり、閉店時間を過ぎると、監視員に捕まって警察へと連行される。
最初は1979年の東京大学の駒場祭において、ゲーム開発事業部企画「熱中時代・ゲーム編」に出展するために開発されたPET用ゲームである。非常に人気があり、72時間動き放しだった。ちなみに「万引少女」というゲームも出展し、こちらは喋ったらしい。

## 登場キャラクター
万引少年A
主人公。プレイヤーから依頼を受け、深夜営業のスーパー・ストアで万引きをする少年。
監視員K
文部省から派遣された監視員で、万引少年Aを捕まえようと張り込みをしている。本名は菊山。
文部省
万引少年の存在を知り、監視員を派遣した組織。

## 移植版
| No. | タイトル               | 発表日       | 対応機種    | 作者     | 掲載雑誌                            | 備考 |
| --- | ---------------------- | ------------ | ----------- | -------- | ----------------------------------- | ---- |
| 1   | 万引少年               | 1980年2月号  | PET 2001    | 鈴木浩   | 雑誌RAM                             |      |
| 2   | 万引少年ゲーム         | 1982年1月号  | MZ-80K2/C/E | 渡辺秀幸 | ラジオの製作付録ベーシックマガジン  |      |
| 3   | 移植版万引き少年ゲーム | 1982年7月号  | PC-6001     | 吉田敏博 | マイコンBASICマガジン               |      |
| 4   | 移植版万引少年ゲーム   | 1982年8月    | PC-6001     |          | PC-6001はるみのゲーム・ライブラリー |      |
| 5   | 移植版万引少年ゲーム   | 1983年10月号 | HC-20       |          | マイコンBASICマガジン               |      |